# Angioneura cyrtoneurina
Angioneura cyrtoneurina är en tvåvingeart som först beskrevs av Zetterstedt 1859.  Angioneura cyrtoneurina ingår i släktet Angioneura, och familjen spyflugor. Arten förekommer tillfälligt i Sverige, men reproducerar sig inte.